# أمستردام
أمستردام (بالهولندية: Amsterdam ) هي عاصمة هولندا وفق الدستور الهولندي وأكبر مدن البلاد من حيث عدد السكان، لكنها وعلى الرغم من ذلك ليست مقر الحكومة الهولندية التي اتخذت من لاهاي مقراً لها. بلغ عدد سكان أمستردام أكثر من 800,000 نسمة ضمن نطاقها الإداري فقط، بينما بلغ عدد سكان منطقة المدينة الحضرية 1,557,905 نسمة، وعدد سكان المنطقة الكبرى 2,332,839 نسمة. تقع أمستردام في مقاطعة شمال-هولندا في غرب البلاد. تشكل أمستردام الجزء الشمالي من راندستاد، وهو أحد أكبر التجمعات الحضرية في أوروبا، حيث بلغ عدد سكانه حوالي 7 ملايين نسمة.
كانت مدينة أمستردام في بداياتها قرية صغيرة لصيد الأسماك تقع على ضفاف نهر الأمستل وكان ذلك في أواخر القرن الثاني عشر، لكنها أصبحت فيما بعد واحداً من أهم الموانئ على مستوى العالم خلال عصر هولندا الذهبي (القرن السابع عشر) نتيجة تطور التجارة فيها، وكذلك كانت مركزاً تجاريًاً ومالياً. توسعت المدينة خلال القرنين التاسع عشر والعشرين، وبُنيت العديد من الأحياء والضواحي الجديدة. أُضيفت قنوات المدينة الواقعة في قلب المدينة والتي بُنيت في القرن السابع عشر إلى مواقع التراث العالمي في شهر يوليو من عام 2010.
بصفتها العاصمة التجارية للبلاد، وأحد أهم المراكز المالية في أوروبا، تُعتبر أمستردام مدينة عالمية بامتياز. بالإضافة إلى ذلك كله، أمستردام هي أيضاً العاصمة الثقافية للبلاد. أمستردام هي مقر للعديد من المؤسسات الهولندية الكبيرة، وهي أيضاً مقر لسبع شركات من شركات فورتون العالمية ال500، من بينها فيليبس ومجموعة إي إن خي. في عام 2012، حصلت أمستردام على المركز الثاني بين مدن العالم الأفضل للمعيشة من قِبل وحدة المعلومات الاقتصادية، بينما حصلت على المركز الثاني عشر من حيث جودة المعيشة على مستوى العالم من قِبل ميرسر. حصلت أمستردام أيضاً على المركز الثالث في الابتكار عام 2009 من قِبل وكالة (2thinknow) الأسترالية.
تحتضن أمستردام في قلبها أقدم بورصة في العالم، وهي بورصة أمستردام. تحتوي المدينة على العديد من الأماكن الجاذبة للسياح، مثل قنواتها التاريخية، ومتحف ريكز، ومتحف فان غوخ، والكثير من المعالم الأخرى التي جعلت العاصمة الهولندية تستقبل 4.6 مليون زائر دولي سنوياً.

## التقسيمات الإدارية
تُقسم أمستردام إلى سبع مناطق إدارية وهي: أمستردام سنتروم (المركزية)، أمستردام نيو-فيست (الغربية الجديدة)، أمستردام نورد (الشمالية)، أمستردام أوست (الشرقية)، أمستردام زاود (الجنوبية) وأخيراً أمستردام زاود-أوست (الجنوبية الشرقية).
أمستردام زاود-أوست هي المنطقة الوحيدة في أمستردام التي لا تحدّ أي من المناطق الأخرى حيث تخترق خارطة المدينة بلديّتا Diemen وDuivendrecht في جيوب سكنية صغيرة.

## أصل التسمية
اسم أمستردام مستمد من كلمة Amstelredamme (أمستليردام) بمعنى سد على نهر الأمستل، دلالة على موقع المدينة. أول استخدام للاسم «أمستردام» كان في وثيقة مؤرّخة تعود إلى تاريخ 27 أكتوبر 1275، عندما تم إعفاء السكان الذين بنوا جسراً مع سد عبر نهر الأمستل من دفع رسوم بناء الجسر من قِبل كونت هولندا فلوريس الخامس. وصفت الوثيقة هؤلاء السكان بأنهم أناس يعيشون بالقرب من أمستليردام. بحلول عام 1327، كان الاسم قد تغير إلى أمستردام وهو الاسم الذي ما زال قائماً حتى الآن.

وقد وصفها الرحالة الموريسكي أحمد بن قاسم الحجري في رحلة الشهاب إلى لقاء الأحباب، وذكر اسمها بالعربية «مسترضام»:
| أمستردام | "ولما أن بلغنا إلى مدينة مسترضام، رأيت العجب في حسن بنيانها، ونقائها، وكثرة مخلوقاتها، تكاد أن تكون في العمارة مثل مدينة بريش بفرنجة (باريس) ولم تكن في الدنيا مدينة بكثرة السفن مثلها. قيل أن في جميع سفنها، صغاراً وكباراً، ستة آلاف سفينة. وأما الديار، كل واحدة مرسومة، ومزوقة من أعلاها إلى أسفلها بالألوان العجيبة. ولن تشبه واحدة أخرى في صنع رقمها. والأزقة كلها بالأحجار المنبتة. والتقيت بمن رأى بلاد المشرق، وبلاد الصقالبة، ورومة، وغيرها من بلاد الدنيا. قال لي إنه ما رأى مثلها في الزين والملاحة." | أمستردام |

## التاريخ

### التأسيس والعصور الوسطى
يُعتبر تأسيس أمستردام حديث نسبياً إذا ما قورنت بغيرها من المدن الهولندية مثل نايميخن، وروتردام، وأوترخت. في أكتوبر 2008، أشار عالم التاريخ الجغرافي إلى أن الأراضي القريبة من أمستردام تم استصلاحها في وقت مبكر من القرن العاشر الميلادي. لكن ذلك لا يعني بالضرورة أن تلك المنطقة كانت بالفعل مأهولة بالسكان; حيث أن استصلاح الأراضي لا يكون للزراعة فقط، بل يمكن أن يكون للحصول على الخث الذي يستخدم كوقود.
مُنحت أمستردام لقب «مدينة» في عام 1300 أو في عام 1306. ومنذ القرن الرابع عشر فصاعداً، ازدهرت أمستردام، خصوصاً بسبب التبادل التجاري مع مدن الرابطة الهانزية. في عام 1345، وقعت معجزة مزعومة تتعلق بالأفخارستيا في المدينة، مما جعل منها مكاناً هاماً للحج حتى اعتماد فكر الإصلاح البروتستانتي.

### الصراع مع إسبانيا
ثار الهولنديون في القرن السادس عشر على فيليب الثاني ملك إسبانيا ومن خلفه من بعده، حيث كانوا أصحاب السيادة على الأراضي الهولندية. تعددت أسباب هذه الانتفاضة الشعبية، لكن أهمها كان فرض ضرائب جديدة على السكان، وكذلك الاضطهاد الديني الذي تعرض له البروتستانت من قِبل محاكم التفتيش الإسبانية. تصاعدت هذه الثورة إلى حرب الثمانين عاما التي قادت إلى استقلال هولندا في نهاية المطاف. كان فيلم الكتوم أحد أبرز قادة هذه الثورة، وأصبحت جمهورية هولندا حديثة الولادة معروفة بتسامحها الديني نسبياً. هاجر العديد من يهود شبه جزيرة أيبيريا، والهوغونوتيون من فرنسا، وتجار فلاندرز، واللاجئون الفارّون من الأوضاع الاقتصادية أو الدينية في البلدان المنخفضة (التي كانت ما زالت واقعة تحت السيطرة الإسبانية) إلى أمستردام حيث وجدوا الأمان فيها. أدّى تسامح أمستردام الفكري، وتدفق أعداد كبيرة من العاملين في مجال الطباعة الفلمنكيين إلى جعل المدينة مركزاً لحرية الصحافة الأوروبية.

### عصر هولندا الذهبي

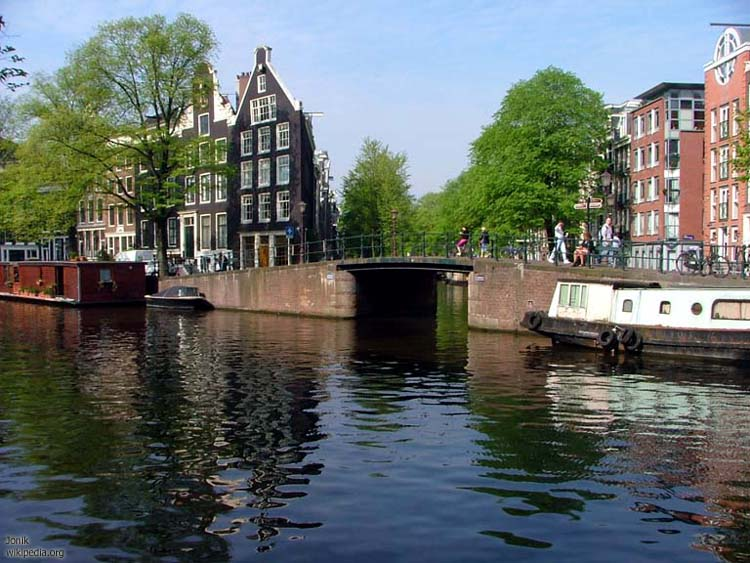
منظر لإحدى قنوات المدينة.

يُعتبر القرن السابع عشر عصر أمستردام الذهبي، الذي أصبحت فيه أمستردام أغنى مدن العالم. أبحرت السفن من أمستردام إلى بحر البلطيق، وأمريكا الشمالية، والبرازيل، وأفريقيا، وإندونيسيا، والهند، وسريلانكا مشكلة بذلك أساس شبكة التجارة في جميع أنحاء العالم. كان لتجّار أمستردام أكبر حصة من شركة الهند الشرقية الهولندية، وكذلك شركة الهند الغربية الهولندية. كانت أمسترادم أهم نقطة في العالم لشحن البضائع، كما كانت المركز المالي الرائد على مستوى العالم أجمع. في عام 1602، أصبح مكتب أمستردام التابع لشركة الهند الشرقية الهولندية البورصة الأولى من نوعها في العالم من خلال المتاجرة بأسهمها. ويعزو الاقتصاديان رونالد فيندلي وكيفن أورورك أنَّ جزءاً من صعود هولندا إلى أخلاقيات العمل البروتستانتية القائمة على الكالفينية، والتي عززت التوفير والتعليم. وقد ساهم ذلك وفقاً لهم في «أدنى أسعار الفائدة وأعلى معدلات الإلمام بالقراءة والكتابة في أوروبا. ومكنت فرة رأس المال من الاحتفاظ بمخزون ثروة مثير للإعجاب، ليس فقط في الأسطول الكبير ولكن في المخزونات الوفيرة من مجموعة من السلع التي كانت تستخدم لتحقيق الاستقرار في الأسعار والاستفادة من فرص الربح».
خسرت أمستردام حوالي 10% من سكانها بسبب الطاعون في 1623-1625، الذي ضرب المدينة عدة مرات في منتصف القرن السابع عشر. على الرغم من ذلك، ارتفع عدد سكان العاصمة الهولندية خلال القرن السابع عشر (معظمهم مهاجرون) من 50,000 نسمة إلى 200,000 نسمة.

### تراجع ثم تجديد

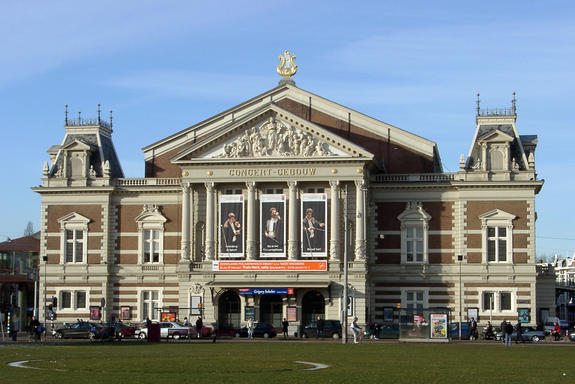
كونسيرت خيباو.

تراجعت مكانة أمستردام خلال القرن الثامن عشر وأوائل القرن التاسع عشر، خصوصاً بسبب الحروب الإنجليزية الهولندية وكذلك الحروب مع فرنسا واللتان سبّبتا أضراراً جسيمة بالعاصمة الهولندية. خلال الحروب النابليونية، وصلت مكانة أمستردام إلى الحضيض حين أصبحت تحت سيطرة الإمبراطورية الفرنسية. على الرغم من ذلك، كان إنشاء مملكة الأراضي المنخفضة على يد فيلم الأول عام 1815 نقطة تحول في تاريخ المدينة.
يعتبر البعض نهاية القرن التاسع عشر العصر الذهبي الثاني لأمستردام. تمثل ذلك في إنشاء متاحف جديدة، ومحطة قطار، كما تم بناء كونسيرت خيباو، وفي الوقت ذاته، وصلت الثورة الصناعية إلى العاصمة الهولندية. حُفرت قناة تعطى اتصالاً مباشراً بين أمستردام والراين، وقناة بحر الشمال تصل المدينة ببحر الشمال. تسبّب هذان المشروعان في تطوير كبير للتجارة بقية أوروبا وأنحاء العالم كافة.

### القرن العشرون
قبيل الحرب العالمية الأولى، بدأت المدينة بالتوسع وبُنيت فيها الضواحي الجديدة. وعلى الرغم من أن هولندا لازمت الحياد خلال الحرب، إلا أنها عانت من نقص حاد في المواد الغذائية وكذلك وقود التدفئة. أثار هذا أعمال شغب أودت بحياة عدد من الناس. عُرفت هذه الاضطرابات باسم انتفاضة البطاطس. قام الناس بسرقة ونهب المتاجر والمستودعات من أجل الحصول على المؤن، خصوصاً الغذاء.

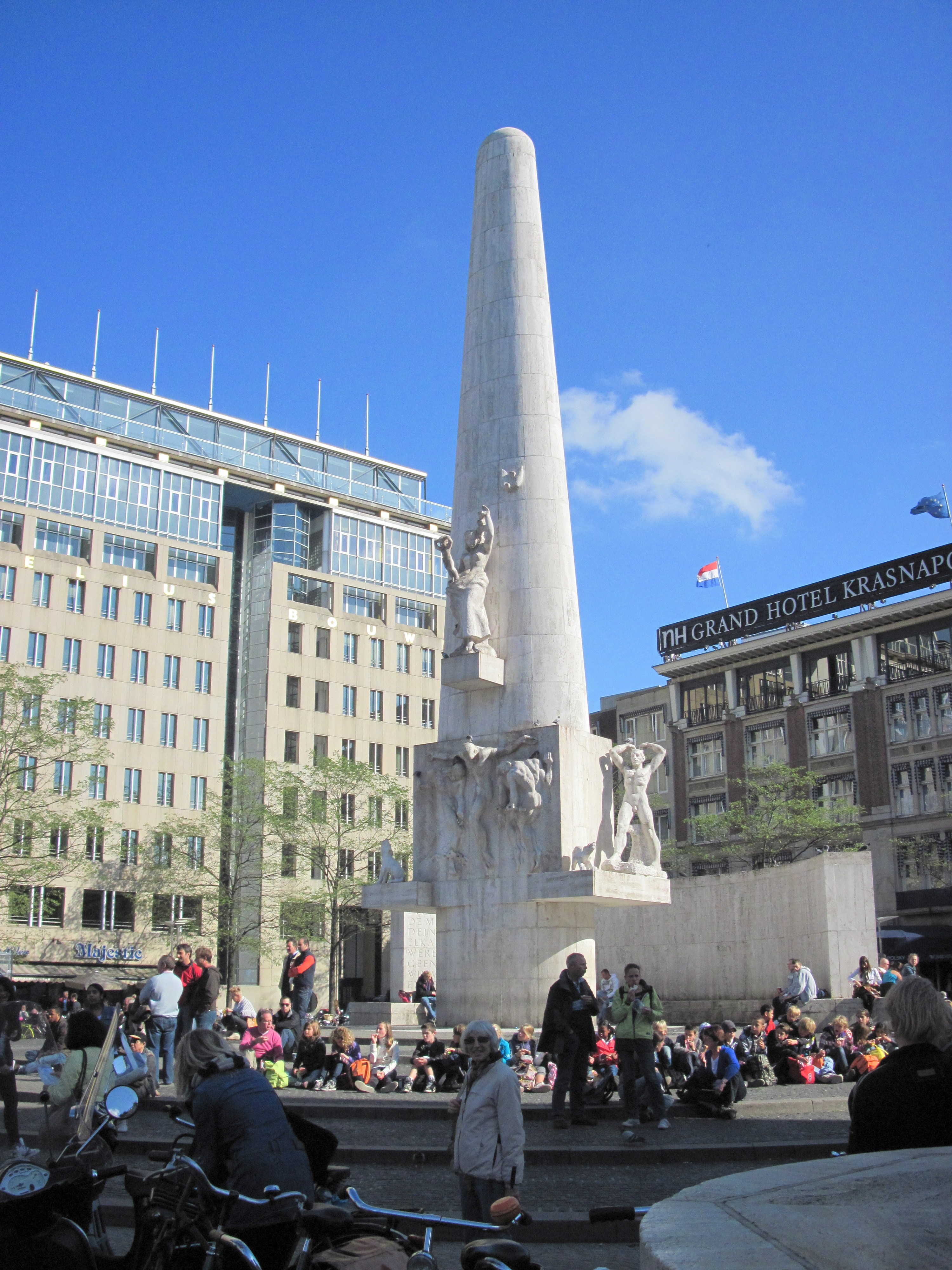
النصب التذكاري الوطني، ذكرى ضحايا الحرب.

غزت ألمانيا هولندا في 10 مايو 1940 وسيطرت عليها تماماً. قبضت القوات الألمانية على أعداد كبيرة جداً من اليهود، كان معظمهم يقطنون في أمستردام، وكانت من بينهم الفتاة اليهودية المشهورة آن فرانك، وتم إرسالهم إلى معسكرات الاعتقال النازية. بعد نهاية الحرب العالمية الثانية، عانت أمستردام شحاً من الغذاء والوقود الذي بسببه اضطر الناس لأكل قططهم وكلابهم ونباتاتهم من أجل البقاء على قيد الحياة، وقُطعت معظم أشجار أمستردام من أجل الحصول على الوقود.
تمّ بناء العديد من الضواحي الجديدة في المدينة بُعيد الحرب العالمية الثانية، التي تضمنت العديد من الحدائق العامة، والمساحات المفتوحة الواسعة والمباني الجديدة، مما أدى إلى تحسين ظروف المعيشة. عانت أمستردام بسبب الحرب وغيرها من الحوادث التي وقعت في المدينة، وأصبح وسط المدينة في حالة مزرية. لذلك، أُنشئت مخططات من أجل إعادة تصميم أجزاء واسعة من المدينة، فقد كانت هناك حاجة ملحّة في إيجاد طرق جديدة من أجل استيعاب أعداد السيارات الكبيرة التي أصبحت منتشرة بين معظم سكان المدينة. بالإضافة إلى ذلك، وفي سبيل تسهيل حركة النقل في العاصمة، افتُتح مترو أمستردام عام 1977 ليربط بين الضواحي التي بُنيت حديثاً وبين وسط المدينة. كما كان من المقرر بناء طريق سريع من أجل ربط وسط المدينة مع أجزائها الأخرى. بدأت عمليات هدم واسعة النطاق في الحي اليهودي -في ما مضى-، قامت الحكومة بهدم المنازل في سبيل توسيع الطرق الضيقة. وعندما بلغت هذه العمليات ذروتها، اندلعت أعمال شغب بين السكان الذين عبّروا عن غضبهم إزاء عملية إعادة هيكلة المدينة.
نتيجة لذلك، توقفت عمليات الهدم ولم يُبنَ الطريق السريع أبداً، ولم يتم توسيع إلا بضعة منها، وبُني مبنى البلدية في منطقة مدمرة تماماً تقريباً. في الوقت ذاته، تأسست في أمستردام مؤسسات خاصة كبيرة هدفت إلى إعادة ترميم شامل لوسط العاصمة الهولندية. على الرغم من أن نجاح هذا الكفاح بات مرئياً للعيان في الوقت الحاضر، إلا أن الجهود ما زالت تُبذل في سبيل تطوير المدينة. وبذلك عادت لأمستردام عظمتها المفقودة، وأصبحت الآن منطقة محمية مجملاً. بالإضافة إلى ذلك فقد أصبحت العديد من مباني أمستردام مَعالماً، وضُمت قنوات المدينة التاريخية إلى مواقع التراث العالمي.

## الجغرافيا

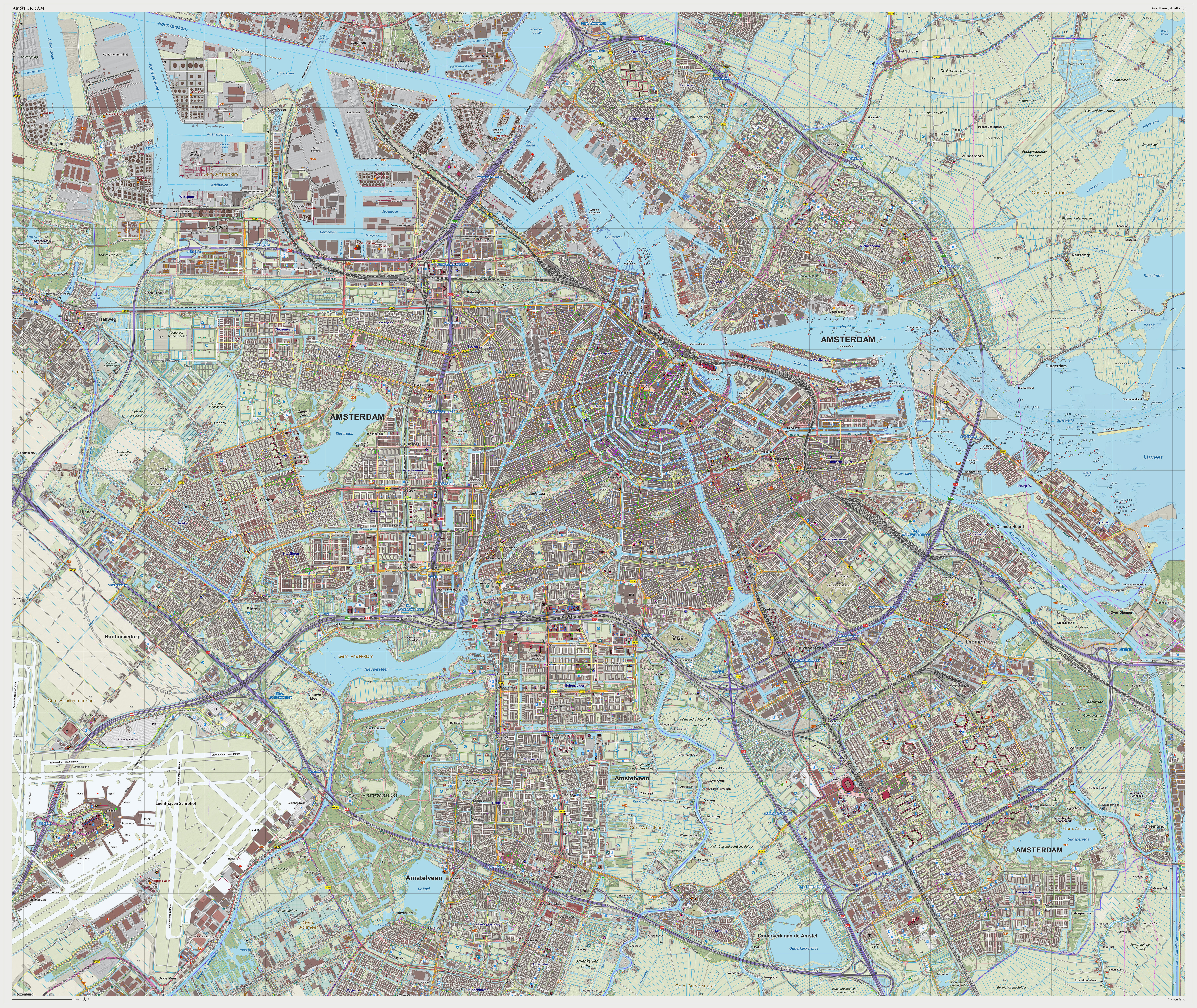
خريطة طوبوغرافية لأمستردام، سبتمبر 2014

تقع أمستردام في الجزء الغربي من هولندا، وتحديداً في مقاطعة شمال-هولندا، وهي على ارتفاع مترين فوق سطح البحر، ويحيط بها أراضٍ مستوية مستصلحة، وينتهي في وسطها نهر الأمستل ويرتبط بعدد من قنوات المدينة المائية التي تنتهي عند بحيرة الآي.
أمستردام هي مدينة ذات كثافة سكانية عالية جداً، وكذلك حال منطقتها الحضرية بأكملها، حيث تبلغ مساحة العاصمة الهولندية 219.4 كم مربع، أما كثافتها السكانية فإنها تبلغ 4,457 نسمة/كم مربع و2,275 منزل/كم مربع ضمن حدودها الإدارية. تشكّل الحدائق والمحميات الطبيعية حوال 12% من مساحة أمستردام.

### المناخ

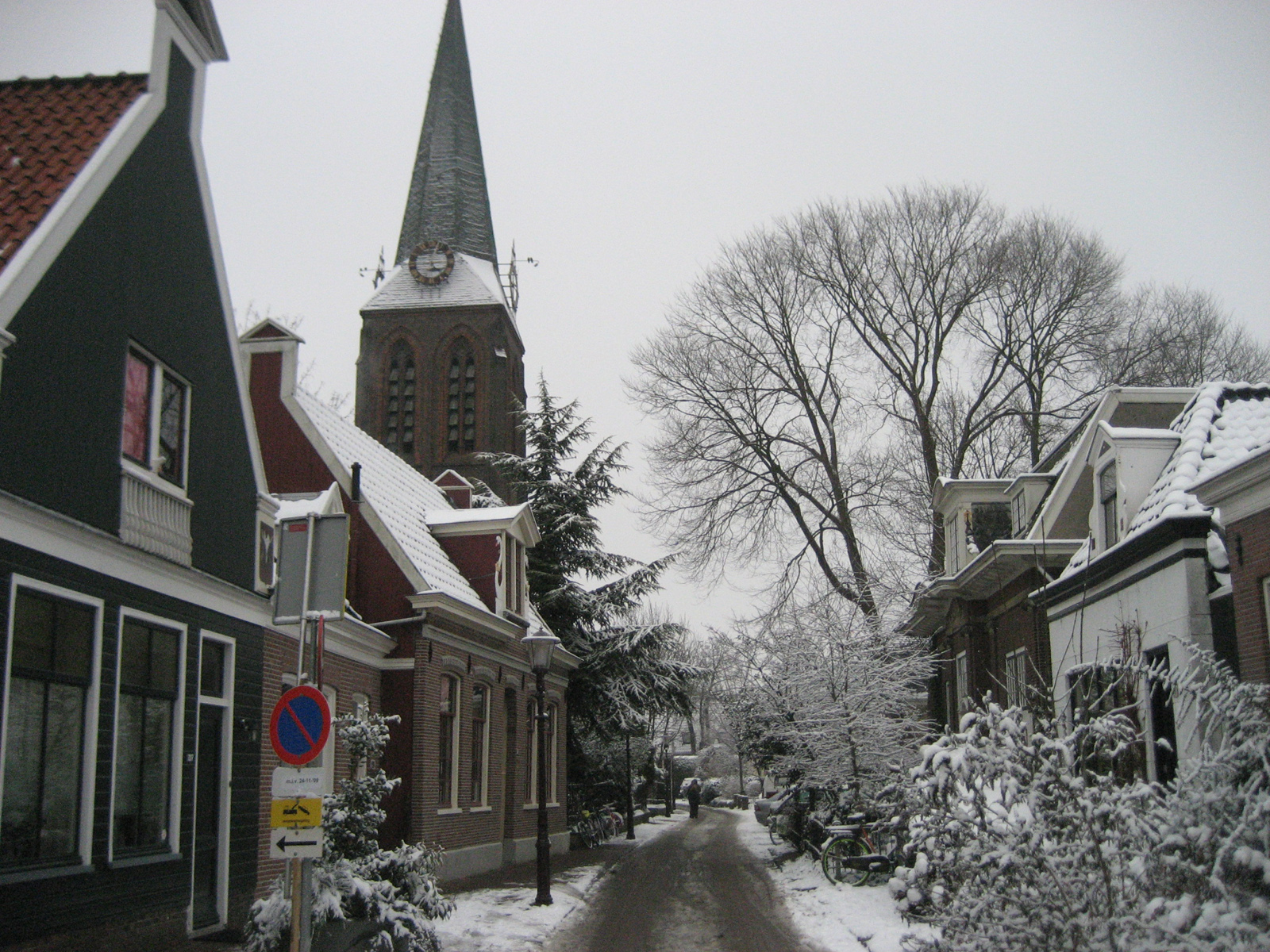
منظر من إحدى أحياء أمستردام، شتاءً

تشهد أمستردام مناخًا محيطيًا (Cfb)، وفقًا لتصنيف كوبن للمناخ. مُتأثرة بشدة بقربها من بحر الشمال إلى الغرب، مع هبوب رياح غربية. حيث يكون الشتاء باردًا، والصيف دافئًا، في حين أن درجات الحرارة تختلف عامًا بعد عام. من الممكن أحيانًا وجود شتاءً باردًا ومثلجًا وصيفًا حارًا ورطبًا.
يحدث الصقيع بشكل رئيسي خلال فترات الرياح الشرقية أو الشمالية الشرقية الشرقية من القارة الأوروبية الداخلية. حتى ذلك الحين، نظرًا لأن أمستردام محاطة من ثلاث جهات بمسطحات مائية كبيرة، فضلا عن تأثير كبير على جزيرة الحرارة الحضرية، نادرًا ما تنخفض الليالي إلى أقل من −5 °مئوية (23 °فهرنهايت)، في حين يمكن أن تكون بسهولة −12 °مئوية (10 °فهرنهايت) في هيلفرسوم، على بعد 25 كم (16 ميلا) جنوب شرق المدينة.
الصيف دافئ ومعتدل نوعًا ما مع عددًا من الأيام الحارة كل شهر. متوسط الارتفاع اليومي في أغسطس هو 22.1 °مئوية (72 °فهرنهايت)، و30 °مئوية (86 °فهرنهايت) أو أعلى يتم قياسها فقط في المتوسط في يومين ونصف. تتراوح درجات الحرارة القصوى من −19.7 °مئوية (−3.5 °فهرنهايت) إلى 36.3 °مئوية (97.3 °فهرنهايت).

الأيام التي يزيد هطول الأمطار فيها عن 1 مم (0.04 بوصة) شائعة، بمتوسط 133 يومًا في السنة − يبلغ متوسط هطول الأمطار السنوي 838 ملم (33 بوصة). يسقط جزء كبير منها على شكل أمطار خفيفة أو زخات قصيرة. الأيام الملبدة بالغيوم والرطوبة شائعة خلال الأشهر الباردة من أكتوبر إلى مارس. 
| البيانات المناخية لـمطار سخيبول أمستردام                                                                          | البيانات المناخية لـمطار سخيبول أمستردام | البيانات المناخية لـمطار سخيبول أمستردام | البيانات المناخية لـمطار سخيبول أمستردام | البيانات المناخية لـمطار سخيبول أمستردام | البيانات المناخية لـمطار سخيبول أمستردام | البيانات المناخية لـمطار سخيبول أمستردام | البيانات المناخية لـمطار سخيبول أمستردام | البيانات المناخية لـمطار سخيبول أمستردام | البيانات المناخية لـمطار سخيبول أمستردام | البيانات المناخية لـمطار سخيبول أمستردام | البيانات المناخية لـمطار سخيبول أمستردام | البيانات المناخية لـمطار سخيبول أمستردام | البيانات المناخية لـمطار سخيبول أمستردام |
| الشهر | يناير                                    | فبراير                                   | مارس                                     | أبريل                                    | مايو                                     | يونيو                                    | يوليو                                    | أغسطس                                    | سبتمبر                                   | أكتوبر                                   | نوفمبر                                   | ديسمبر                                   | المعدل السنوي                            |
| --- | ---------------------------------------- | ---------------------------------------- | ---------------------------------------- | ---------------------------------------- | ---------------------------------------- | ---------------------------------------- | ---------------------------------------- | ---------------------------------------- | ---------------------------------------- | ---------------------------------------- | ---------------------------------------- | ---------------------------------------- | ---------------------------------------- |
| الدرجة القصوى °م (°ف)                                                                                             | 14.0 (57.2)                              | 16.6 (61.9)                              | 24.1 (75.4)                              | 28.0 (82.4)                              | 31.5 (88.7)                              | 33.2 (91.8)                              | 36.3 (97.3)                              | 34.5 (94.1)                              | 31.0 (87.8)                              | 25.3 (77.5)                              | 18.2 (64.8)                              | 15.5 (59.9)                              | 36.3 (97.3)                              |
| متوسط درجة الحرارة الكبرى °م (°ف)                                                                                 | 6.2 (43.2)                               | 6.9 (44.4)                               | 10.1 (50.2)                              | 14.3 (57.7)                              | 17.8 (64.0)                              | 20.3 (68.5)                              | 22.5 (72.5)                              | 22.4 (72.3)                              | 19.2 (66.6)                              | 14.7 (58.5)                              | 10.0 (50.0)                              | 6.9 (44.4)                               | 14.3 (57.7)                              |
| المتوسط اليومي °م (°ف)                                                                                            | 3.8 (38.8)                               | 4.1 (39.4)                               | 6.5 (43.7)                               | 9.8 (49.6)                               | 13.3 (55.9)                              | 16.0 (60.8)                              | 18.1 (64.6)                              | 18.0 (64.4)                              | 15.1 (59.2)                              | 11.3 (52.3)                              | 7.4 (45.3)                               | 4.6 (40.3)                               | 10.7 (51.2)                              |
| متوسط درجة الحرارة الصغرى °م (°ف)                                                                                 | 1.2 (34.2)                               | 1.0 (33.8)                               | 2.8 (37.0)                               | 5.2 (41.4)                               | 8.6 (47.5)                               | 11.3 (52.3)                              | 13.5 (56.3)                              | 13.4 (56.1)                              | 11.0 (51.8)                              | 7.7 (45.9)                               | 4.5 (40.1)                               | 1.5 (34.7)                               | 6.8 (44.3)                               |
| أدنى درجة حرارة °م (°ف)                                                                                           | −16.3 (2.7)                              | −19.7 (−3.5)                             | −16.7 (1.9)                              | −4.7 (23.5)                              | −1.1 (30.0)                              | 2.3 (36.1)                               | 5.0 (41.0)                               | 5.0 (41.0)                               | 2.0 (35.6)                               | −3.4 (25.9)                              | −8.1 (17.4)                              | −14.8 (5.4)                              | −19.7 (−3.5)                             |
| الهطول مم (إنش)                                                                                                   | 66.5 (2.62)                              | 54.7 (2.15)                              | 51.8 (2.04)                              | 39.6 (1.56)                              | 53.9 (2.12)                              | 64.8 (2.55)                              | 82.3 (3.24)                              | 98.6 (3.88)                              | 84.4 (3.32)                              | 86.7 (3.41)                              | 85.3 (3.36)                              | 81.7 (3.22)                              | 850.3 (33.48)                            |
| متوسط تساقط الثلوج سم (إنش)                                                                                       | 4.8 (1.9)                                | 5.3 (2.1)                                | 2.8 (1.1)                                | 0.2 (0.1)                                | 0 (0)                                    | 0 (0)                                    | 0 (0)                                    | 0 (0)                                    | 0 (0)                                    | 0.1 (0.0)                                | 0.8 (0.3)                                | 3.9 (1.5)                                | 17.9 (7.0)                               |
| متوسط أيام هطول الأمطار (≥ 1 mm)                                                                                  | 12.2                                     | 10.8                                     | 9.7                                      | 8.6                                      | 8.9                                      | 9.7                                      | 10.9                                     | 11.6                                     | 10.9                                     | 12.4                                     | 13.4                                     | 14.1                                     | 133.2                                    |
| متوسط الرطوبة النسبية (%)                                                                                         | 87.3                                     | 84.9                                     | 81.0                                     | 75.6                                     | 74.5                                     | 76.3                                     | 77.2                                     | 78.3                                     | 81.8                                     | 84.9                                     | 88.4                                     | 88.5                                     | 81.6                                     |
| ساعات سطوع الشمس الشهرية                                                                                          | 69.0                                     | 94.3                                     | 146.0                                    | 197.7                                    | 230.7                                    | 217.2                                    | 225.4                                    | 203.5                                    | 154.2                                    | 116.9                                    | 66.8                                     | 58.2                                     | 1٬779٫9                                  |
| نسبة وصول أشعة الشمس                                                                                              | 26.8                                     | 33.6                                     | 39.6                                     | 47.4                                     | 47.4                                     | 43.4                                     | 44.7                                     | 44.6                                     | 40.4                                     | 35.3                                     | 25.2                                     | 24.1                                     | 37.7                                     |
| متوسط مؤشر الأشعة فوق البنفسجية                                                                                   | 1                                        | 1                                        | 2                                        | 4                                        | 5                                        | 6                                        | 6                                        | 5                                        | 4                                        | 2                                        | 1                                        | 0                                        | 3                                        |
| المصدر: المعهد الملكي الهولندي للأرصاد الجوية (المعدل، 1991–2022)(القصوى، 1971–2000) and Weather Atlas (UV index) |                                          |                                          |                                          |                                          |                                          |                                          |                                          |                                          |                                          |                                          |                                          |                                          |                                          |

## السكان

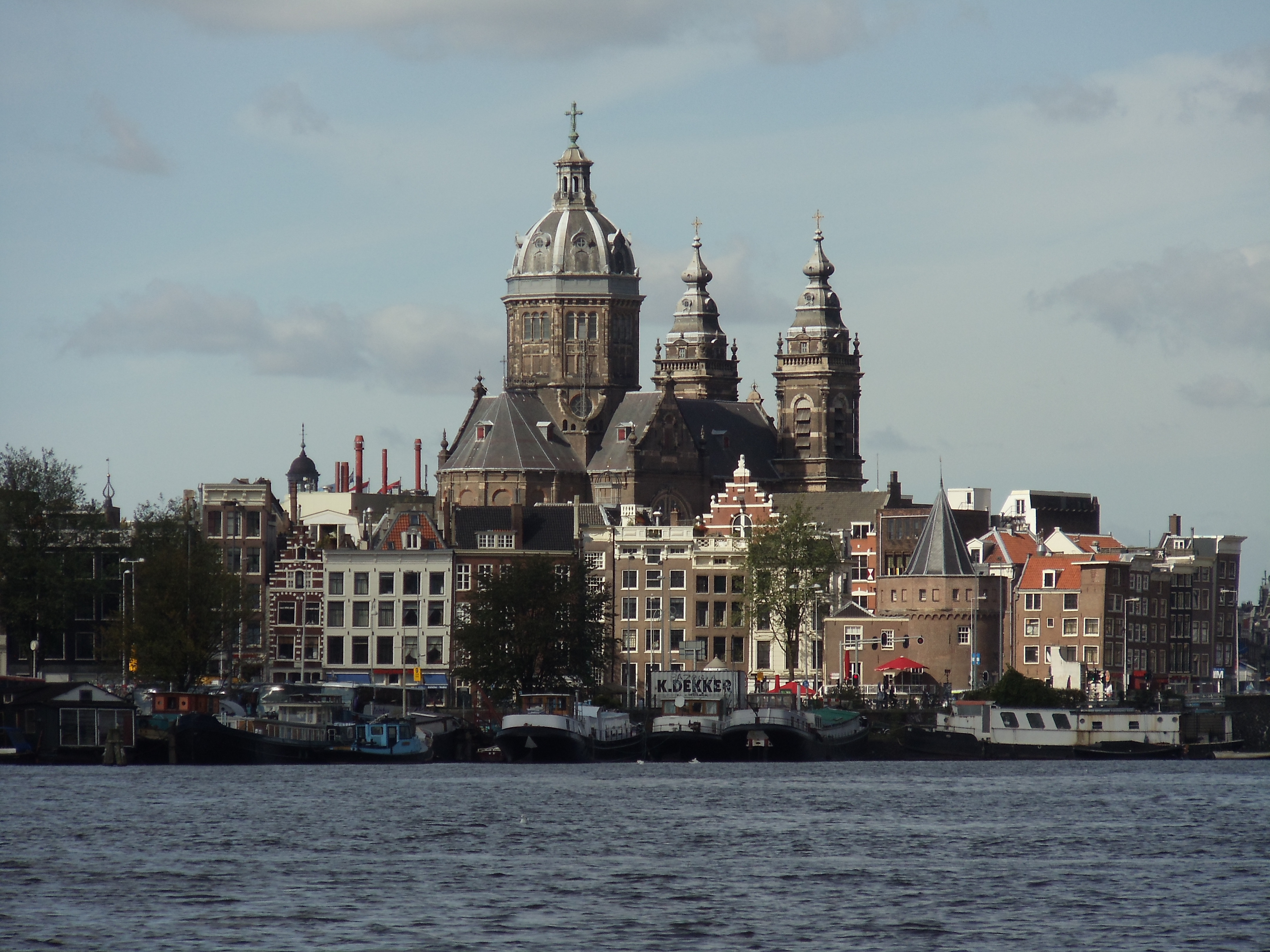
كنيسة القديس نيكولاس.

بلغ عدد سكان أمستردام حوالي 800,000 نسمة ضمن حدودها الإدارية. في عام 2012، كان 49.5% من سكان أمسترادم ينحدرون من أصول هولندية، بينما ينحدر 50.5% من السكان من أصول أجنبية. كان معظم المهاجرين غير الهولنديين إلى أمستردام في القرنين السادس عشر والسابع عشر من الهوغونوتيين، والفلمنكيين، واليهود السفارديين، وكذلك الوستفاليين. جاء الهوغونوتيون إلى أمستردام بعد إصدار لويس الرابع عشر مرسوم فونتينبلو عام 1685 الذي حرمهم من حقوقهم الدينية، أما الفلمنكيون فهاجروا إلى المدينة خلال حرب الثمانين عاما. أما الوستفاليون فكانت هجرتهم إلى العاصمة الهولندية لأسباب اقتصادية في الغالب، واستمر تدفقهم خلال القرنين الثامن عشر والتاسع عشر. وقبل بدء الحرب العالمية الثانية، كان اليهود يمثلون 10% من سكان أمستردام.
أول الهجرات الجماعية إلى أمستردام في القرن العشرين كانت هجرة الإندونيسيين بعد استقلال الهند الشرقية الهولندية في أربعينيّات وخمسينيّات القرن الماضي. أما في الستينيّات فكانت الهجرة إلى أمستردام متمثلةً في هجرة الأيدي العاملة من تركيا، والمغرب، وإيطاليا، وإسبانيا. وبعد استقلال سورينام عام 1975 تدفقت أعداد كبيرة من السوريناميين إلى العاصمة الهولندية، خصوصاً إلى منطقة بلمر الواقعة في جنوب شرقي المدينة. كما استقبلت المدينة أنواعاً أخرى من الهجرات كهجرة اللاجئين والمهاجرين غير الشرعيين القادمين من أوروبا، والأمريكتين، وآسيا، وأفريقيا. انتقل العديد من سكان أمستردام الأصليين في السبعينيّات والثمانينيّات إلى مدن حديثة كألميرا بدعم من الحكومة الهولندية. استقر المهاجرون غير الغربيين في الغالب في مشاريع الإسكان الاجتماعي في غرب أمستردام وبلمر حتى أصبحوا يشكلون حوالي ثلث سكان أمستردام في الوقت الحاضر، وأكثر من نصف أطفالها.
تاريخيًا كانت أمستردام مدينة ذات أغلبية مسيحية (70%)، وكان حوالي 45% من سكان المدينة من البروتستانت أتباع الكنيسة الكالفينية، وحوالي الثلث أتباع الكنيسة الرومانية الكاثوليكية. حاليًا أكبر الطوائف الدينية في أمستردام هم المسيحيون، الذين شكلوا 25.3% من سكان المدينة عام 2013، منقسمين بين كاثوليك وبروتستانت. ثاني أكبر الطوائف هم المسلمون، الذين شكلوا 11.3% من السكان عام 2013، ومعظمهم من أهل السنة والجماعة. وعلى الرغم من التنّوع الديني، هناك انخفاض كبير في الالتزام الديني حيث أنّ 56% من سكان المدينة لا يتبعون أي ديانة.
انضمت أمستردام -الكاثوليكية سابقاً- عام 1578 إلى ركْب المدن الهولندية الثائرة ضد الحكم الإسباني، وكان انضمامها متأخراً مقارنةً مع مدن شمال هولندا الرئيسية. وتماشياً مع الإجراءات البروتستانتية المعمول بها في ذلك الحين، حُوّلت جميع كنائس المدينة إلى كنائس بروتستانتية. أصبحت الكالفينية الدين السائد، وعلى الرغم من عدم حظر الكاثوليكية والسماح لكهنتها بالخدمة، إلا أن السلّم الكهنوتي الكاثوليكي كان محظوراً، مما أدى إلى إنشاء كنائس سريّة خلف المنازل الواقعة على جوانب قنوات المدينة. استقبلت أمستردام أعداداً كبيرةً من الأجانب ذوي الأديان المختلفة في القرن السابع عشر، خصوصاً اليهود السفارديون الذين قدموا من إسبانيا والبرتغال، والهوغونوتيون الذين قدموا من فرنسا، والبروتستانت الذين قدموا من جنوب هولندا. أدت هذه الهجرات إلى إنشاء العديد من الكنائس غير الناطقة بالهولندية في أمستردام. شُيّد في عام 1639 أول كنيس لليهود في المدينة، وقد شعر اليهود بالانتماء والأمان في العاصمة الهولندية حتى أنهم أطلقوا عليها لقب أورشليم الغرب.
الأديان في أمستردام (2015)
شهدت أمستردام في النصف الثاني من القرن السابع عشر تدفق اليهود الأشكناز من وسط وشرقي أوروبا، واستمر هذا التدفق حتى القرن التاسع عشر. وكانت هذه الهجرات تعود في الغالب إلى المذابح التي تعرض لها اليهود في تلك المناطق. أول الأشكناز الذين وصلوا أمستردام كانوا لاجئين فرّوا بعد وقوع انتفاضة شميلنكي في بولندا وحرب الثلاثين عاماً. ولم ينحصر دور هؤلاء اليهود بتأسيس دور عبادتهم فحسب، بل كان لهم تأثير قوي على لهجة الأمسترداميين مضيفين إليها مفردات محلية يديشية كثيرة.
أخذت الكنائس الكاثوليكية تُبنى في أمستردام منذ عودة التسلسل الهرمي الأسقفي عام 1853. واستضافت الكنيسة الرومانية الكاثوليكية الهولندية عام 1924 المؤتمرات الأفخارستية الدولية في أمستردام بحضور عدد من رجال الدين الكاثوليك البارزين، حيث أقيمت الاحتفالات في الكنائس والملاعب، لكن مسير الكاثوليك في الشوارع العامة كان لا يزال ممنوعاً بموجب القانون في ذلك الوقت، ولم تطبع العلاقات بين أمستردام والكاثوليكية حتى القرن العشرين. وعلى الرغم من ذلك، اختار الكاثوليك وضع الكرسي الأسقفي في مدينة هارلم المجاورة على الرغم من صغر حجمها مقارنةً مع أمستردام.
تغيرت الخارطة الدينية لسكان أمستردام في الآونة الأخيرة بسبب موجات الهجرة التي استقبلتها العاصمة الهولندية من المستعمرات السابقة على وجه الخصوص. حيث أدخل المهاجرون القادمون من سورينام البروتستانتية الإنجيلية واللوثرية، كما جاؤوا بالهندوسية، إضافةً إلى وصول إسلام إلى أمستردام بمختلف طوائفه من مختلف أنحاء العالم، حتى أصبحت الجالية الإسلامية هي أكبر الجاليات غير المسيحية في المدينة، حيث يشكل المسلمون اليوم قرابة 13% من سكان أمستردام. أكبر الجاليات المسلمة في المدينة هي الجالية المغربية، حيث يزيد عدد سكان أمستردام ذوي الأصول المغربية عن 60,000 نسمة، يليهم الأتراك الذين يبلغون قرابة 40,000 نسمة، كما يوجد حوالي خمسة آلاف مصري وخمسة آلاف باكستاني. بالإضافة إلى ذلك، هناك تواجد ملحوظ في أمستردام لطوائف دينية أخرى قامت بدورها بإنشاء دور عبادة لها، على رأسها البوذية، والكنفشيوسية، والهندوسية.
على الرغم من أن مقولة «عِش ودع غيرك يعيش» (بالهولندية: Leef en laat leven) تمثل الهولنديين وخاصةً سكان أمستردام الذين يتسمون بالانفتاح والتسامح، إلا أن الهجرة المستمرة متنوعة الأعراق والأديان والثقافات بعد الحرب العالمية الثانية أدت في عدة مناسبات إلى توتر العلاقات الاجتماعية. تُعد أمستردام واحدةً من أكثر مدن العالم تنوعاً بالجنسيات بوجود 176 جنسية مختلفة، حيث تصل نسبة السكان ذوي الأصول المهاجرة في المدينة إلى حوالي 50% في الوقت الحاضر.

## الاقتصاد

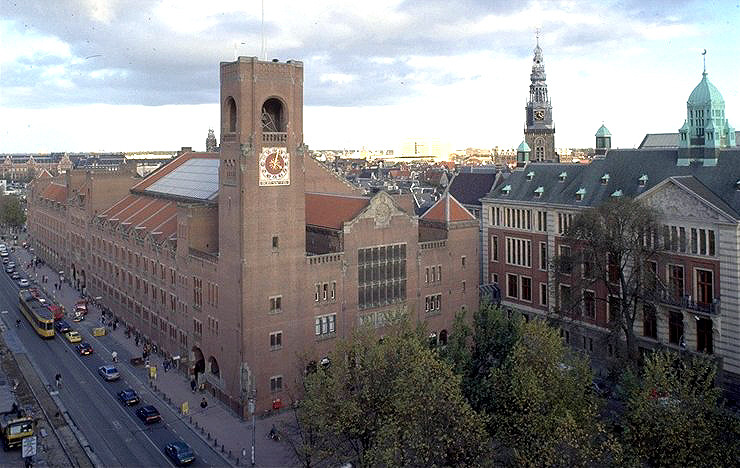
بورصة أمستردام (في يمين الصورة)، التي أصبحت جزءاً من يورونكست في الوقت الحاضر، هي أقدم بورصة في العالم وإحدى أكبر البورصات الأوروبية. تقع بالقرب من ساحة دام في مركز العاصمة الهولندية.

أمستردام هي العاصمة المالية والتجارية في هولندا. وتُعد واحدةً من أفضل المدن الأوروبية لإقامة الأعمال التجارية الدولية، حيث احتلت المرتبة الرابعة عام 2011 في هذا المجال ولا يسبقها سوى لندن، وباريس، وفرانكفورت. تحتوي أمستردام على مقرات العديد من الشركات الكبرى والبنوك، مثل مجموعة إي إن خي، وفيليبس، وأكزونوبل، ومجموعة دلتالويد، وتوم توم. كما أن مقر شركة كيه بي إم جي العالمية يقع في مدينة أمسترفين المحاذية للعاصمة الهولندية، التي استقرت فيها العديد من الشركات غير الهولندية وذلك لأن المجتمعات المحيطة بأمستردام تسمح بالملكية الكاملة للأرض خلافاً لنظام تأجير الأراضي في أمستردام.
على الرغم من أن العديد من المكاتب الصغيرة لا تزال موجودةً على قنوات المدينة القديمة، إلا أن الشركات قامت بتغيير مقراتها على نحو متزايد بعيداً عن وسط المدينة. أصبحت منطقة زاوداس (بالهولندية: Zuidas) نتيجة ذلك المركز المالي والقانوني الجديد في البلاد، حيث أن شركات المحاماة الخمسة الكبرى تتواجد فيها، بالإضافة إلى عدد من الفروع الهولندية للشركات الاستشارية الكبرى مثل مجموعة بوسطن الاستشارية وأكسنتور، كما أن مركز التجارة العالمي في أمستردام موجود في زويدس.
هناك ثلاث مناطق مالية أخرى في أمستردام لكنها أقل أهمية من زويدس: الأولى هي المنطقة المحيطة بمحطة قطارات أمستردام سلوتيرديك التي تضم مقرات عدد من الصحف الهولندية المرموقة مثل دي تلغراف بالإضافة إلى مكاتب الضرائب الهولندية، أما الثانية في المنطقة المحيطة بأمستردام أرينا، أما الثالثة فهي المنطقة المحيطة بمحطة قطارات أمستردام أمستل التي يوجد فيها أطول مبنى في أمستردام بالإضافة إلى مقر شركة فيليبس.

### السياحة
أمستردام هي واحدة من أكثر الوجهات السياحية شعبيةً في أوروبا، حيث تستقبل ما يزيد عن 4.63 مليون زائر دولي سنوياً دون احتساب من يزور المدينة ليوم واحد والذين يصل عددهم إلى 16 مليون سنوياً. تزايد عدد زوار أمستردام بشكل مطرد على مدار العقد الماضي، ويعزى هذا إلى تزايد أعداد السياح الأوروبيين. يقع ثلثا فنادق أمستردام في وسط المدينة، وتشكل الفنادق ذات 4 و5 نجوم 42% من الغرف المتاحة في المدينة. كانت نسبة الغرف المشغولة في أمستردام 70% عام 2005، لترتفع إلى 78% عام 2006. 74% من السياح القادمين إلى أمستردام ينحدرون من أصول أوروبية، أما أكبر مجموعة سياح لا ينحدرون من أصول أوروبية فهم القادمون من الولايات المتحدة، الذين يمثلون 14% من المجموع الكلي. ينجذب عدد أكبر من السياح إلى المدينة في بعض السنوات لوجود مناسبة أو احتفال معين، مثل الاحتفال بذكرى مرور 400 عام على ميلاد رإمبرانت عام 2006، وتقدم بعض الفنادق ترتيبات وأنشطة خاصة بهذه الأحداث.

## التعليم

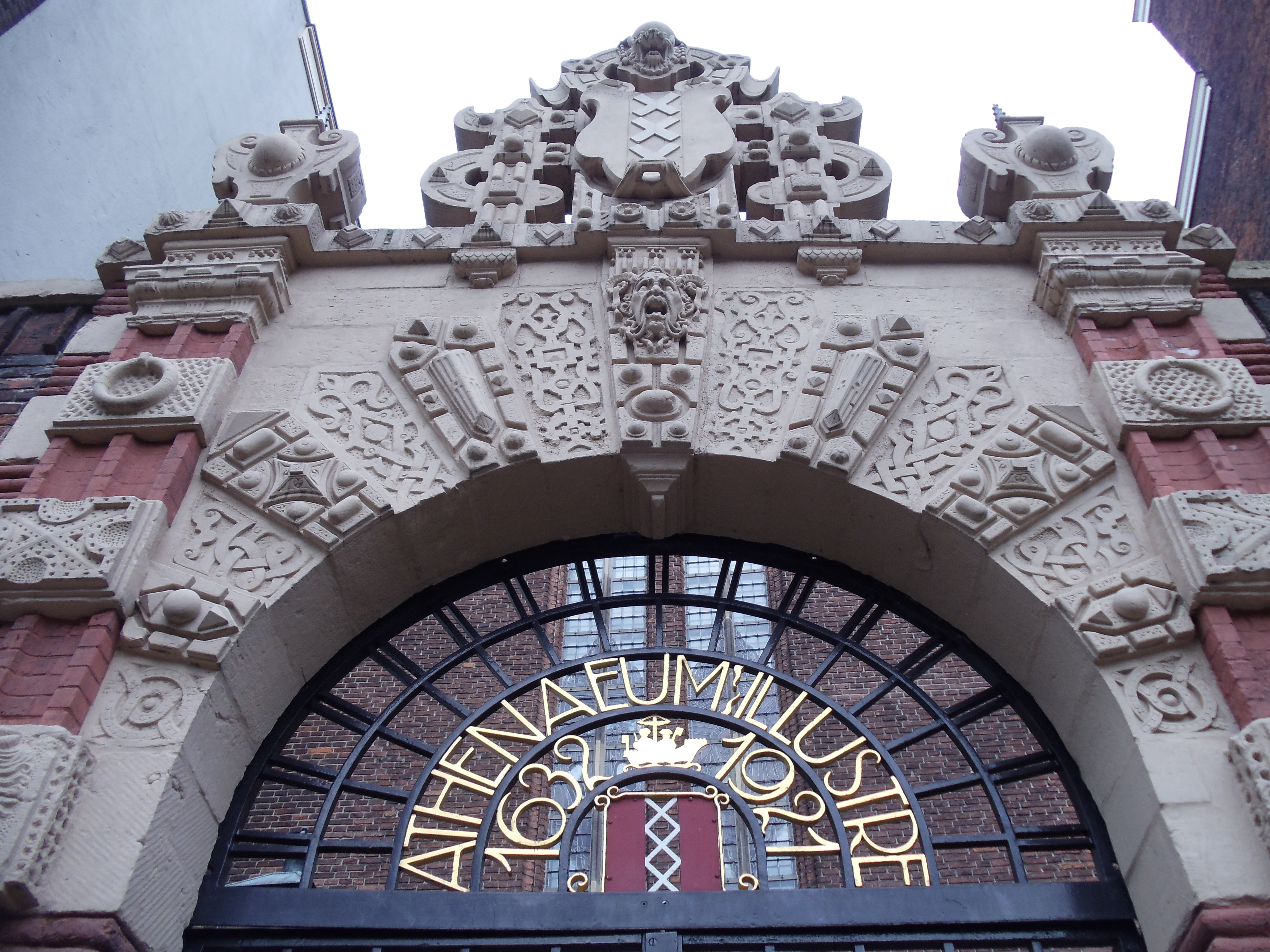
بوابة جامعة أمستردام

يوجد في أمستردام جامعتان: جامعة أمستردام وجامعة في يو أمستردام. كما يوجد في المدينة مؤسسات أخرى للتعليم العالي مثل أكاديمية جيريت ريتفيلد للفنون، وجامعة أمستردام للعلوم التطبيقية، ومدرسة أمستردام للفنون. يُعد المعهد الدولي للتاريخ الاجتماعي في أمستردام واحداً من أكبر معاهد البحوث والوثائق في العالم فيما يتعلق بالتاريخ الاجتماعي، خصوصاً تاريخ الحركة العمالية. كما يوجد في المدينة حديقة هورتس بوتنيكس التي تأسست في أوائل القرن السابع عشر، والتي تُعد واحدةً من أقدم الحدائق النباتية في العالم، والتي تضم العديد من العينات القديمة والنادرة مثل نبتة البن التي كانت أصل انتشار زراعة البن لاحقاً في أمريكا اللاتينية.
تستند بعض المدارس الابتدائية في أمستردام في منهجها التعليمي إلى النظريات التربوية على وجه الخصوص مثل مختلف المدارس المونتيسورية، كما أن هناك العديد من المدارس الأخرى التي تستند إلى الدين. كانت هذه المدارس مخصصة في المقام الأول للكاثوليكية الرومانية ومختلف الطوائف البروتستانتية، لكن مع تدفق المهاجرين المسلمين إلى المدينة ارتفع عدد المدارس الإسلامية. كما يوجد بعض المدارس اليهودية في ضواحي أمستردام الجنوبية.

## الرياضة
نادي أياكس أمستردام هو نادي كرة القدم الرئيسي في أمستردام، وهو أعرق أندية هولندا على الإطلاق. أياكس هو أحد أندية الدوري الهولندي الممتاز، حاز على دوري أبطال أوروبا أربع مرات أعوام 1971، 1972، 1973، 1995. كما فاز بكأس إنتركونتيننتال مرتان عامي 1972، 1995. أما على المستوى المحلي فقد حاز نادي العاصمة على بطولة الدوري الهولندي أكثر من أي نادٍ آخر برصيد 34 بطولة. انتقل أياكس أمستردام إلى ملعبه الجديد أمستردام أرينا الواقع في جنوب شرق المدينة بالقرب من محطة بلمر عام 1996. كما يوجد في المدينة الملعب الأولمبي الذي أنشئ لاستضافة الألعاب الأولمبية الصيفية 1928، وخضع لعمليات تجديد في نهاية التسعينيات لاستيعاب الأحداث الرياضية والثقافية التي تستضيفها المدينة. كما استضافت أمستردام بعضاً من مباريات كأس الأمم الأوروبية لكرة القدم 2000 التي نُظمت مناصفةً بين هولندا وبلجيكا، والتي انتهت بتتويج المنتخب الفرنسي.

## المواصلات

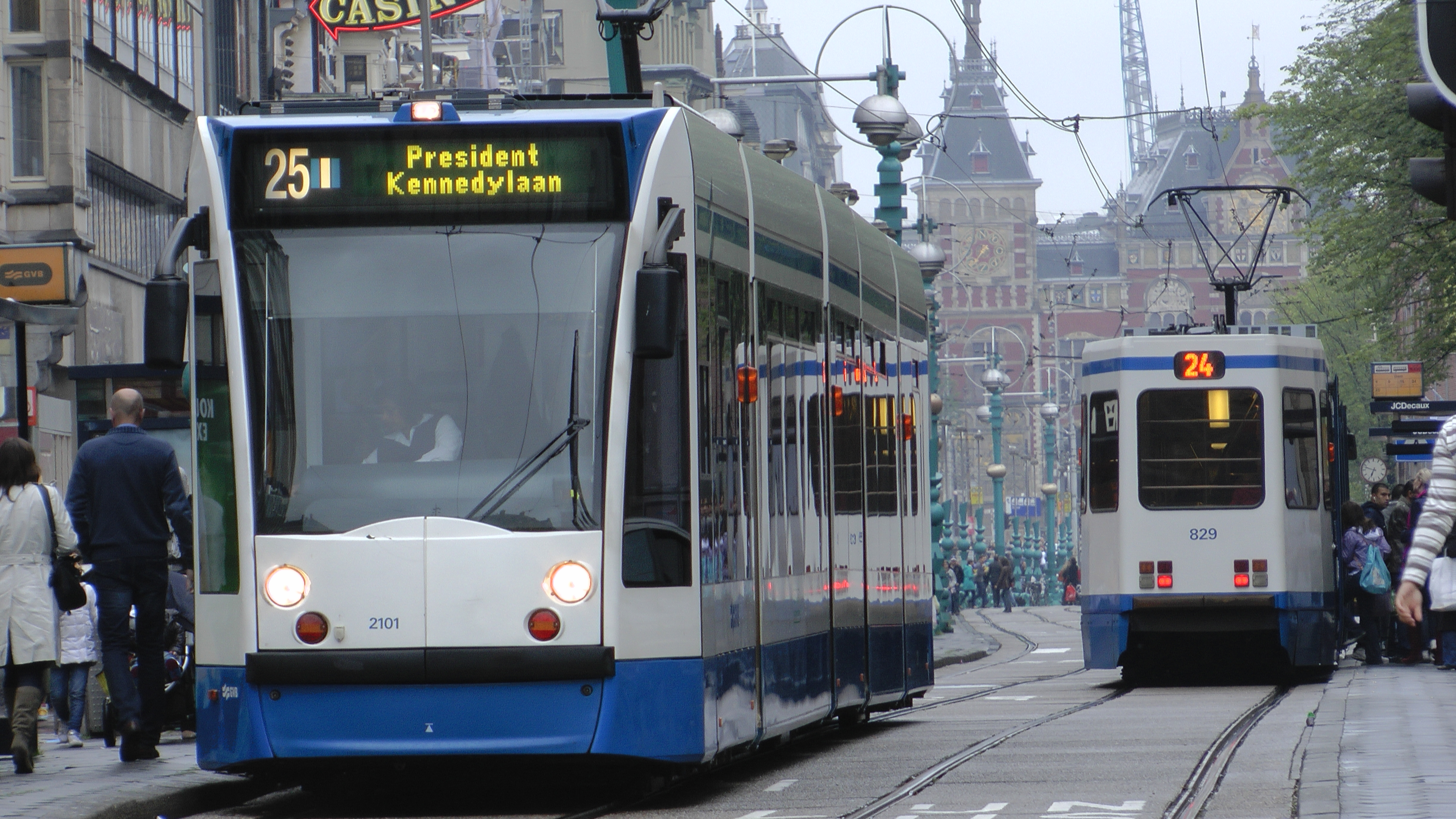
ترام في أمستردام، وتظهر المحطة المركزية في خلفية الصورة.

لا يُنصح بقيادة السيارة في مركز أمستردام، حيث أن رسوم مواقف السيارات غالية الثمن كما لا يُسمح في العديد من الشوارع قيادة السيارات، في حين أن شوارع أخرى تكون ذات اتجاه واحد. ترعى الحكومة المحلية مبادرات تقاسم الركوب.
يتم تشغيل الحافلات الإقليمية وبعض حافلات الضواحي من قبل شركتي كونيكسيون وإي بي إس. يوجد في أمستردام في الوقت الحالي ستة عشر خط ترام وأربعة خطوط مترو - بالإضافة إلى خط خامس قيد الإنشاء - تُدار جميعها من قبل شركة جي في بي. هناك ثلاث عبّارات مجانية تحمل المشاة وراكبي الدراجات عبر بحيرة آي، كما يوجد مراكب مائية وقوارب تأجير كهربائية وطوافات في قنوات المدينة، تقوم جميعها بنقل الناس على طول الممرات المائية في أمستردام.
كانت الخطط الموضوعة عام 1932 تقتضي بأن تكون أمستردام مركز نظام الطرق السريعة في البلاد،
 حيث كان من المفترض أن تبدأ الطرق السريعة ذات الأرقام ِA1-A8 من المدينة. لكن اندلاع الحرب العالمية الثانية وتغيير الأولويات أدى إلى الوضع الحالي، حيث لا يبدأ من أمستردام سوى طريق واحد واثنان وأربعة وفقاً للخطة الأصلية، بينما ألغي طريق ثلاثة الواصل إلى روتردام عام 1970. افتُتح طريقا ثمانية (المؤدي إلى الشمال نحو زاندام) وطريق عشرة الدائري عامَي 1968 و1974 على التوالي. بالإضافة إلى الطرق السابقة، توفر العديد من الطرق السريعة الأخرى مثل طريقا - 6 و7 - الدعم لحركة أمستردام المرورية.
يوجد في أمستردام عشر محطات قطارات. خمس منها تعمل داخل المدينة وهي: سلوتيردايك، زاود، وأمستل، وبلمر أرينا، والمحطة المركزية. أما باقي المحطات فهي للخدمة المحلية على مستوى البلاد. بالإضافة إلى تقديم المحطة المركزية خدماتها لسكان أمستردام، فإنها محطة دولية أيضاً، حيث تقوم برحلات منتظمة إلى وجهات مثل النمسا، وبلجيكا، وتشيك، والدنمارك، وفرنسا، وألمانيا، وهنغاريا، وسويسرا، وبولندا، وروسيا البيضاء، وروسيا. ومن بين القطارات المستخدمة في هذه الرحلات هناك قطارات دولية، مثل قطارات إنتر سيتي إكسبريس التي تصل أمستردام بمدينتي كولونيا وفرانكفورت الألمانيتين.
يبعد مطار سخيبول أمستردام مسافة أقل من عشرين دقيقة بالقطار عن المحطة المركزية، وهو أكبر مطارات هولندا والرابع في أوروبا والثاني عشر في العالم من حيث عدد المسافرين. يستقبل المطار حوالي 50 مليون مسافر سنوياً، كما أنه مقر أربع شركات طيران: الخطوط الجوية الملكية الهولندية، وترانسافيا.كوم، ومارتن إير، وأركفلاي. حصل سخيبول على المركز السادس بين أكثر مطارات العالم ازدحاماً بالمسافرين لعام 2013، علماً بأنه كان قد حصل على المركز الثالث عامي 2006 و2008.

### الدراجات
أمستردام هي واحدة من أكثر مدن العالم الكبرى استخداماً للدرجات الهوائية، وتعتبر مركزاً عالمياً لثقافة الدراجات موفرةً مرافق مريحة لراكبي الدراجات مثل المسارات الخاصة وعدة مرائب خاصة بالدراجات ذات التكلفة الرمزية. كان هناك حوالي 1.2 مليون دراجة هوائية في أمستردام عام 2013، ليفوق عددها عدد سكان العاصمة الهولندية. لكن السرقة منتشرة على نطاق واسع، حيث أنه في عام 2011 وحده سُرقت حوالي 83 ألف دراجة في أمستردام. تُستخدم الدراجات في المدينة من قبل جميع الناس باختلاف مستوياتهم الاجتماعية والاقتصادية بسبب ملاءمتها لصغر مساحة أمستردام نسبياً، وتوفر مسارات يصل طولها إلى 400 كيلومتر، وتضاريس المدينة المسطحة، وشعور الناس بالانزعاج من الضوضاء الصادرة من السيارات.

## المدن التوأمة
ترتبط أمستردام بعلاقات توأمة مع:
| - الجزائر العاصمة - أثينا - بوغوتا | - بكين - برازيليا - إسطنبول | - كييف - مانشستر - ماناغوا | - مونتريال - موسكو - نيقوسيا | - ريسيفي - ريغا - سراييفو | - يلمستاد - جاكارتا - تورونتو |

## وصلات خارجية
- السياحة في أمستردام هولندا
- مدخلك في هولندا